# عادل الحسين
عادل الحسين هو كاتب سعودي ولد في 24 أغسطس 1963، اشتهر بخطوط الحب والقصة في رواياته، 
```
وهو مؤلف كتاب 
Love Whisper
 وكتاب 
Leisure Moment
، وكلاهما مجموعة من 
القصص القصيرة
.
```

## كتبه
يُشار إلى عادل الحسين باعتباره كاتباً فنياً في دول الخليج في «دليل الأدباء في دول مجلس التعاون الخليجي»،  وذكر الكاتب في كتاب «أصوات قصصية أحسائية» لحسين العلي.
- حب الهمس، 2009 ؛ مجموعة من القصص القصيرة باللغة العربية
- لحظة الترفيه، 2015 ؛ مجموعة من القصص القصيرة باللغة العربية
- الفضلي ونهجه التبشيري، 2015 ؛ سيرة باللغة العربية